# Журавлёва, Тамара Марковна
 Тамара Марковна Журавлева (2 сентября 1938 — 31 декабря 2023) — советская ткачиха, депутат Верховного Совета РСФСР, Герой Социалистического Труда, почётный гражданин Барнаула, Почётный гражданин Алтайского края.

## Биография
Родилась 2 сентября 1938 года в Новосибирске, отец — железнодорожник.
В 1953 году переехала на ст. Тягун (ныне — в составе Заринского района Алтайского края).
После окончания семилетки в 1955 году — уехала в Барнаул, где поступила работать ученицей-браковщицей на Барнаульский хлопчатобумажный комбинат, через год стала ткачихой.
В 1967 году добилась звания «Лучшая ткачиха комбината», после чего неоднократно подтверждала его. В 1977 году без отрыва от производства окончила Барнаульский текстильный техникум. Работала на 42 станках вместо 28 по отраслевой норме.
В 1980 году в Алтайском крае была учреждена премия им. Журавлевой, которая до 1991 года присуждалась по итогам года коллективам бригад и отдельным работникам текстильной и легкой промышленности, добившимся выдающихся результатов производства. В 1985 году Журавлева стала лауреатом Всесоюзной премии Евдокии и Марии Виноградовых.
Делегат XXV съезда КПСС, в 1971—1975 годах — депутат Верховного Совета РСФСР. Избиралась в местные партийные органы.
С 1993 года находилась на пенсии, активно участвовала в общественной жизни города и края. Скончалась 31 декабря 2023 года.

## Награды и звания
- Герой Социалистического Труда (1981)
- Награждена двумя орденами Ленина и орденом Трудовой славы III степени.
- 20 августа 1986 года в ознаменовании особых заслуг перед городом и горожанами, высокий образец гражданского долга и трудовой доблести, а также за активную общественную работу Журамлевой Т. М. присвоено звание почётного гражданина г. Барнаула.
- В день 70-летия Тамары Марковны ей был вручен нагрудный значок «С благодарностью, Барнаул»[3].
- В 2013 году «за исключительные достижения и успехи в области текстильной промышленности, многолетний добросовестный труд и активную общественную деятельность» присвоено звание «Почётный гражданин Алтайского края».